# Pidonia formosissima
Pidonia formosissima là một loài bọ cánh cứng trong họ Cerambycidae.